# 绰克托 (费莫氏)
绰克托（穆麟德轉寫：cokto，？—1789年），费莫氏，滿洲正紅旗人，清朝官员。
父噶世圖，子景慶。

## 生平
軍營筆帖式、吏部郎中绰克托于乾隆十七年坐糧廳監督。后革職。乾隆二十一年（1756年）至三十年（1765年），任吏部主事、吏部員外郎、吏部郎中。乾隆二十七年起，任阿勒楚喀副都統、烏魯木齊辦事大臣、塔爾巴哈台參贊大臣。
乾隆三十年（1765年），任刑部右侍郎、正紅旗滿洲副都統、喀什噶爾辦事大臣、伊犁領隊大臣、兵部左侍郎(署)、鑲藍旗滿洲副都統(署)、刑部右侍郎、刑部左侍郎(兼)、兵部左侍郎、刑部左侍郎。乾隆三十七年，考試八旗繙譯童生。
乾隆三十八年（1773年），任參贊大臣。乾隆四十一年正月己丑，接替福隆安，擔任工部尚書，后改吏部尚書。由富勒渾接任。后任吏部尚書、鑲黃旗漢軍都統。乾隆四十三年，革职。
乾隆四十四年（1779年）起，任吏部左侍郎(吏部侍郎) 、鑲紅旗蒙古副都統、鑲藍旗滿洲副都統、鑲藍旗蒙古都統、吏部右侍郎(兼署)、鑲黃旗蒙古都統、工部尚書、吏部尚書(署)、兵部尚書(署)、都察院左都御史(兼署)、參贊大臣(往烏什總理回城事務) 。乾隆四十五年，賞戴花翎。乾隆四十九年，革职。
乾隆五十年（1785年），正藍旗滿洲都統(署) 。同年，紫禁城騎馬。次年，賞戴花翎，鑲黃旗滿洲都統(署) 、署吏部印鑰、正藍旗蒙古都統(署)、兵部尚書(署) 、戶部尚書 、鑲藍旗漢軍都統、經筵講官。乾隆五十二年，繙譯鄉試正考官。帶管工部印鑰、帶管吏部尚書印務。乾隆五十三年起，吏部尚書(署)、[兵部尚書](兼署兵部印務) 、正藍旗滿洲都統(署) 、議政大臣。